# Chrysanthemum morifolium
Chrysanthemum morifolium,  es una especie de planta medicinal  de la familia Asteraceae y del género Chrysanthemum. Es originaria de Asia donde se distribuye por China.

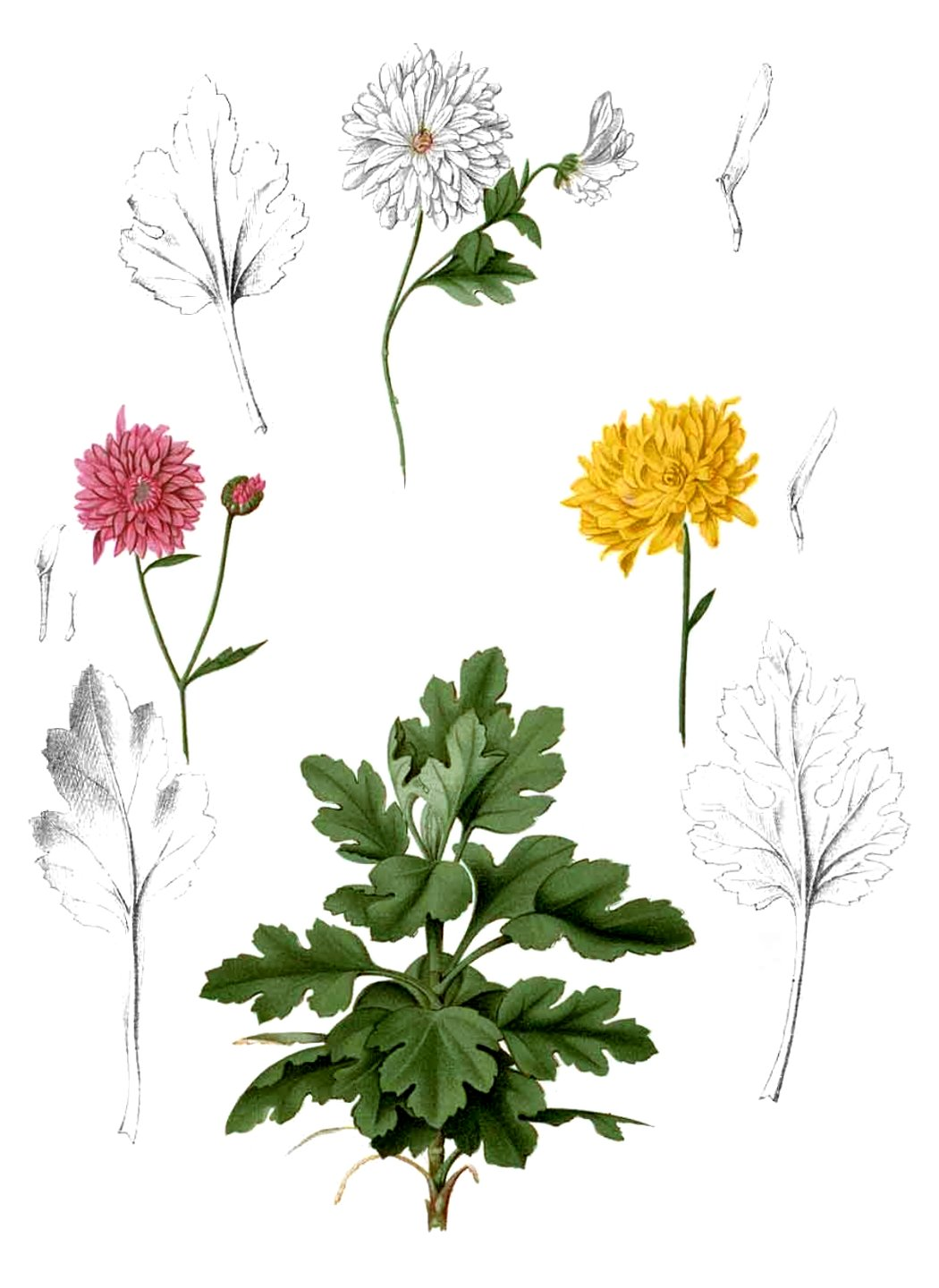
Ilustración

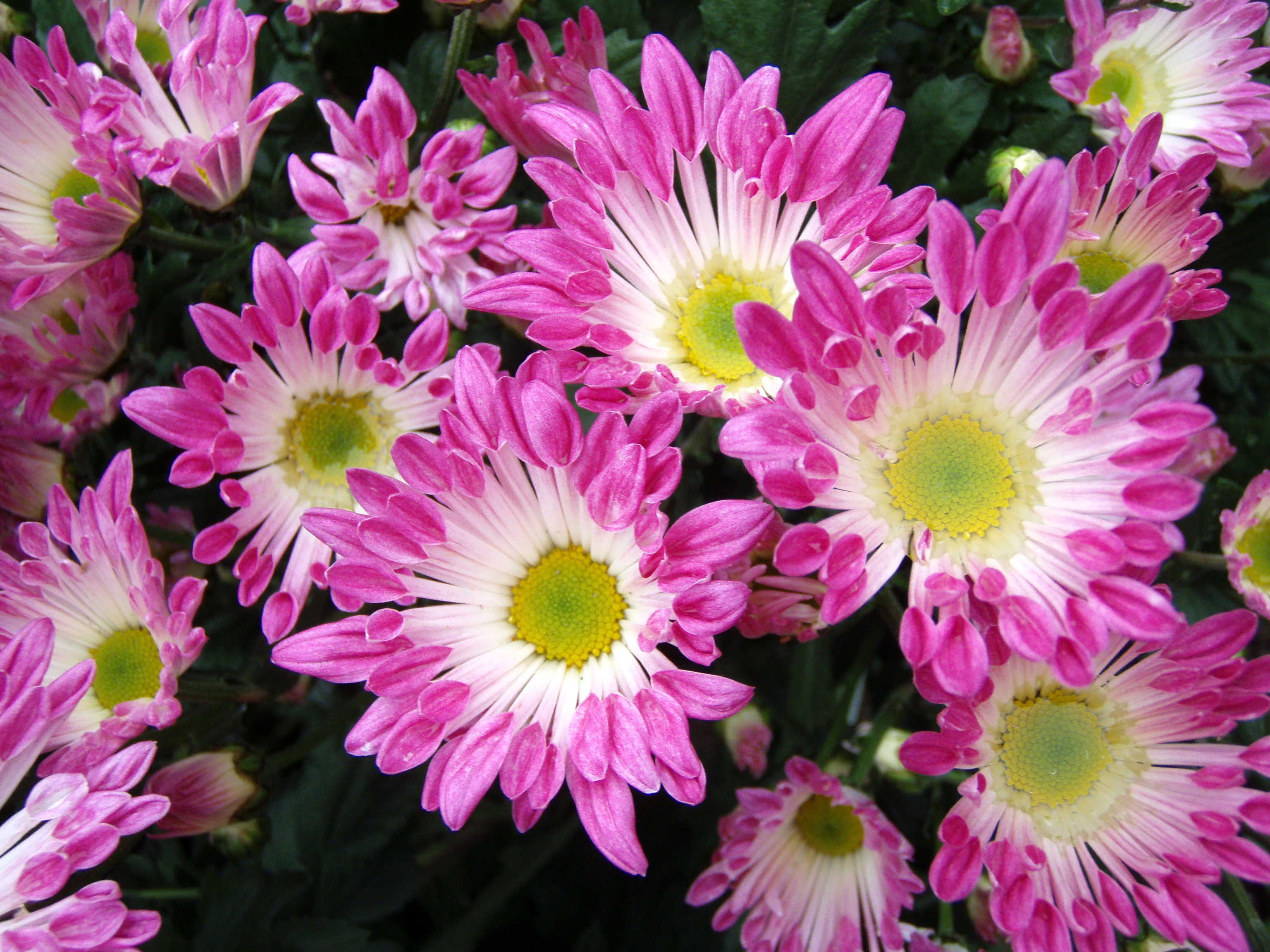
Flor

## Descripción
Son hierbas sufruticosas, perennes, que alcanza un tamaño de hasta 1.5 m de alto, aromáticas; tallos erectos o patentes, frondosos. Hojas alternas, lobadas, lanceoladas a ovadas, 4–9 (–12) cm de largo y 4–6 cm de ancho, los segmentos enteros a gruesamente dentados, haz glabra, envés piloso con tricomas 2-armados, glanduloso; pecíolos hasta 4 cm de largo, con 2 segmentos auriculados en la base. Capitulescencias de corimbos laxos, pedúnculos bracteados; capítulos radiados; involucros hemisféricos; filarias herbáceas, las exteriores lanceoladas a oblongas, 4–8 mm de largo y 1–2 mm de ancho, las internas ovadas, 8–10 mm de largo y 2–3 mm de ancho, márgenes ampliamente escariosos; receptáculos fuertemente convexos, epaleáceos; flósculos del radio numerosos (100–200), en series múltiples, pistilados, las lígulas 1–8 cm de largo, variadamente coloreadas (comúnmente purpúreas o amarillas); flósculos del disco 100–200, perfectos, las corolas tubulares, 5-lobadas, amarillas; base de las anteras obtusa, los apéndices terminales lanceolados; ramas del estilo oblongas, truncadas, peniciladas. Aquenios cilíndricos a obcónicos, 1–1.5 mm de largo, 5–8-acostillados; vilano ausente.

## Propiedades
Indicaciones: En medicina china tradicional se considera en afinidad concreta con los ojos. Los meridianos de actuación son pulmón e hígado. Dispersa el calor y calma el hígado. Se usa para resfriados con fiebre, dolores de cabeza, ojos secos, enrojecidos o con escozor. No usar en caso de diarrea aguda. La infusión no debe cocerse en exceso para que no pierda su efecto. Entre 9 y 12 g. diarios.

## Taxonomía
Chrysanthemum morifolium fue descrita por Ramat. y publicado en Journal d'Histoire Naturelle 2: 240. 1792.
Etimología
Chrysanthemum: nombre genérico que ya era usado por Plinio el Viejo con el nombre de  χρυσάνθεμο, crisantemo = "flor de oro" : del griego  χρυσός chrysos = "oro" y el  ἄνθος, anthos = "flor".
morifolium: epíteto latino
Sinonimia:
- Dendranthema grandiflorum (Ramat.) Kitam.
- Dendranthema morifolium (Ramat.) Tzvelev[1]
- Anthemis artemisifolia Willd.
- Anthemis grandiflora Ramat.
- Anthemis stipulacea Moench
- Chrysanthemum hortorum
- Chrysanthemum hortorum W.Mill.
- Chrysanthemum maximoviczianum Ling
- Chrysanthemum morifolium var. sinense (Sabine) Makino
- Chrysanthemum procumbens Blume
- Chrysanthemum sabini Lindl.
- Chrysanthemum sinense Sabine ex Sweet
- Chrysanthemum stipulaceum (Moench)
- Dendranthema sinensis (Sabine) Des Moul.
- Matricaria morifolia (Ramat.) Ramat.
- Pyrethrum sinense (Sabine) DC.
- Tanacetum sinense (Sabine) Sch.Bip.[4]

## Nombres comunes
- crisantemo de la China, flor de Roma, sangre de Francia.[5]